# Chris Walas
Christopher James Walas (Chicago, Illinois, 1955) es un artista de efectos especiales, caracterizador, director de cine, productor y guionista estadounidense. Entre sus trabajos más conocidos se encuentra su labor de caracterización en la película The Fly (1986), que le valió un premio Óscar, junto con Stephan Dupuis, por su trabajo de maquillaje de efectos especiales. El éxito logrado con su labor en la película, propició su posterior debut como director en The Fly II (1989).
También es conocido por ser el creador de los Gremlins. Para la película, diseñó numerosos títeres de goma de pequeño tamaño, algunos de los cuales eran mecánicos.
Para representar a Gizmo se utilizó más de un títere, que según el propio Chris Walas tenían muchas limitaciones. Su recomendación fue hacer los mogwais más grandes para facilitar su creación y funcionamiento para el equipo de efectos especiales. Sin embargo, el director de la película, Joe Dante, insistió en mantener su tamaño pequeño para realzar la ternura de las criaturas.

## Premios y distinciones
Premios Óscar
| Año  | Categoría        | Película | Resultado |
| ---- | ---------------- | -------- | --------- |
| 1987 | Mejor maquillaje | La mosca | Ganador   |

| Año  | Premio                                       | Categoría                     | película nominada | Resultado |
| ---- | -------------------------------------------- | ----------------------------- | ----------------- | --------- |
| 1985 | XII Premios Saturno                          | Mejores efectos especiales    | Gremlins          | Ganador   |
| 1986 | XIII Premios Saturno                         | Mejor maquillaje              | Enemigo mío       | Nominado  |
| 1987 | XIV Premios Saturno                          | Mejor maquillaje              | La mosca          | Ganador   |
| 1988 | 41º Premios de Cine de la Academia Británica | Mejor maquillador             | La mosca          | Nominado  |
| 1988 | 41º Premios de Cine de la Academia Británica | Mejores efectos especiales    | La mosca          | Nominado  |
| 1993 | 2º Premios Motosierra Fangoria               | Mejores efectos de maquillaje | Almuerzo desnudo  | Nominado  |